# Bolszoj Dwor (rejon wielkoustiuski)
Bolszoj Dwor (ros. Большой Двор) – wieś (dieriewnia) w Rosji, w obwodzie wołogodzkim, w rejonie wielkoustiuskim. W 2021 liczyła 5 mieszkańców.